# Football League Two 2024-2025
La EFL League Two 2024-2025, conosciuta anche con il nome di Sky Bet Football League Two per motivi di sponsorizzazione, è il 67º campionato inglese di calcio di quarta divisione, nonché il 21º con la denominazione di League Two. La stagione regolare ha avuto inizio il 4 agosto 2024 e si concluderà il 27 aprile 2025, mentre la finale dei play off si disputerà il 18 maggio 2025.

## Stagione

### Novità
Al termine della stagione precedente, insieme ai campioni di lega dello Stockport County (al secondo titolo di quarta divisione della loro storia), salirono direttamente in Football League One anche il Wrexham (2º classificato) ed il Mansfield Town (3º classificato). Mentre il Crawley Town, 7º classificato, raggiunse la promozione attraverso i play-off. Il Sutton United ed il Forest Green Rovers, che occuparono le ultime due posizioni della classifica, non riuscirono invece a mantenere la categoria e scesero in National League.
Queste sei squadre furono rimpiazzate dalle quattro retrocesse dalla Football League One: Cheltenham Town, Fleetwood Town, Port Vale e Carlisle United e dalle due promosse provenienti dalla National League: Chesterfield e Bromley.

### Formula
Le prime tre classificate vengono promosse direttamente in Football League One, insieme alla vincente dei play off a cui partecipano le squadre giunte dal 4º al 7º posto. Mentre le ultime due classificate retrocedono in National League.

## Squadre partecipanti
| Squadra            | Città              | Stadio                       | Stagione precedente                     |
| ------------------ | ------------------ | ---------------------------- | --------------------------------------- |
| Accrington Stanley | Accrington         | Crown Ground                 | 17º posto in EFL League Two             |
| AFC Wimbledon      | Londra (Wimbledon) | Plough Lane                  | 10º posto in EFL League Two             |
| Barrow             | Barrow-in-Furness  | Holker Street                | 8º posto in EFL League Two              |
| Bradford City      | Bradford           | Valley Parade                | 9º posto in EFL League Two              |
| Bromley            | Bromley            | Hayes Lane                   | 3º posto in National League, promosso   |
| Carlisle United    | Carlisle           | Brunton Park Stadium         | 24º posto in EFL League One, retrocesso |
| Cheltenham Town    | Cheltenham         | Whaddon Road                 | 21º posto in EFL League One, retrocesso |
| Chesterfield       | Chesterfield       | Proact Stadium               | 1º posto in National League, promosso   |
| Colchester United  | Colchester         | Colchester Community Stadium | 4º posto in EFL League Two              |
| Crewe Alexandra    | Crewe              | Alexandra Stadium            | 6º posto in EFL League Two              |
| Doncaster Rovers   | Doncaster          | Keepmoat Stadium             | 5º posto in EFL League Two              |
| Fleetwood Town     | Fleetwood          | The New Lawn                 | 22º posto in EFL League One, retrocesso |
| Gillingham         | Gillingham         | Priestfield Stadium          | 12º posto in EFL League Two             |
| Grimsby Town       | Grimsby            | Blundell Park                | 21º posto in EFL League Two             |
| Harrogate Town     | Harrogate          | Wetherby Road                | 13º posto in EFL League Two             |
| Milton Keynes Dons | Milton Keynes      | Stadium MK                   | 4º posto in EFL League Two              |
| Morecambe          | Morecambe          | Globe Arena                  | 15º posto in EFL League Two             |
| Newport County     | Newport            | Rodney Parade                | 18º posto in EFL League Two             |
| Notts County       | Nottingham         | Meadow Lane                  | 14º posto in EFL League Two             |
| Port Vale          | Stoke-on-Trent     | Vale Park                    | 23º posto in EFL League One, retrocesso |
| Salford City       | Salford            | Moor Lane                    | 20º posto in EFL League Two             |
| Swindon Town       | Swindon            | County Ground                | 19º posto in EFL League Two             |
| Tranmere           | Birkenhead         | Prenton Park                 | 16º posto in EFL League Two             |
| Walsall            | Walsall            | Bescot Stadium               | 11º posto in EFL League Two             |

## Allenatori e primatisti
Dati aggiornati al 24 aprile 2025.
| Squadra            | Allenatore                                                                           | Calciatore più presente (tra parentesi il numero delle presenze) | Cannoniere (tra parentesi il numero dei gol) |
| ------------------ | ------------------------------------------------------------------------------------ | ---------------------------------------------------------------- | -------------------------------------------- |
| Accrington Stanley | John Doolan                                                                          | Donald Love Tyler Walton (41)                                    | Ben Woods Shaun Whalley (9)                  |
| AFC Wimbledon      | Johnnie Jackson                                                                      | Owen Goodman Josh Neufville Mathew Stevens (46)                  | Matty Stevens (16)                           |
| Barrow             | Stephen Clemence (1ª-27ª) Andy Whing (28ª-)                                          | Ben Jackson (45)                                                 | Emile Acquah (6)                             |
| Bradford City      | Graham Alexander                                                                     | Sam Walker (46)                                                  | Andy Cook (12)                               |
| Bromley            | Andy Woodman                                                                         | Grant Smith Michael Cheek (45)                                   | Michael Cheek (18)                           |
| Carlisle Utd       | Paul Simpson (1ª-4ª) Steven Rudd (5ª-6ª) Mike Williamson (7ª-30ª) Mark Hughes (31ª-) | Sam Lavelle (37)                                                 | Matthew Dennis (6)                           |
| Cheltenham Town    | Michael Flynn                                                                        | Ethon Archer (46)                                                | George Miller (9)                            |
| Chesterfield       | Paul Cook                                                                            | Liam Mandeville Armando Dobra (42)                               | Will Grigg (12)                              |
| Colchester Utd     | Danny Cowley                                                                         |                                                                  | Lyle Taylor (10)                             |
| Crewe Alexandra    | Lee Bell                                                                             |                                                                  | Jack Lankester (7)                           |
| Doncaster          | Grant McCann                                                                         |                                                                  | Luke Molyneux (12)                           |
| Fleetwood Town     | Charlie Adam (1ª-22ª) Peter Wild (23ª-)                                              |                                                                  | Ryan Graydon Matty Virtue (9)                |
| Gillingham         | Mark Bonner (1ª-24ª) John Coleman (25ª-38ª) Gareth Ainsworth (39ª-)                  |                                                                  | Jayden Clarke (7)                            |
| Grimsby Town       | David Artell                                                                         |                                                                  | Danny Rose (12)                              |
| Harrogate Town     | Simon Weaver                                                                         |                                                                  | Josh March (7)                               |
| MK Dons            | Scott Lindsey (1ª-35ª) Ben Gladwin (36ª-42ª) Paul Warne (43ª-)                       |                                                                  | Alex Gilbey (11)                             |
| Morecambe          | Derek Adams                                                                          |                                                                  | Ben Tollitt Lee Angol (6)                    |
| Newport County     | Nelson Jardim (1ª-44ª) Dafydd Williams (45ª-)                                        |                                                                  | Bobby Kamwa (8)                              |
| Notts County       | Stuart Maynard                                                                       |                                                                  | Alassana Jatta (17)                          |
| Port Vale          | Darren Moore                                                                         |                                                                  | Jayden Stockley (9)                          |
| Salford City       | Karl Robinson                                                                        |                                                                  | Cole Stockton (11)                           |
| Swindon Town       | Mark Kennedy (1ª-13ª) Ian Holloway (14ª-)                                            |                                                                  | Harry Smith (13)                             |
| Tranmere           | Nigel Adkins (1ª-22ª) Andy Crosby (23ª-)                                             |                                                                  | Omari Patrick (7)                            |
| Walsall            | Matthew Sadler                                                                       |                                                                  | Nathan Lowe (15)                             |

## Classifica[26]
|  | Pos. | Squadra            | Pt | G  | V  | N  | P  | GF | GS | DR  |
|  | ---- | ------------------ | -- | -- | -- | -- | -- | -- | -- | --- |
|  | 1.   | Doncaster          | 84 | 46 | 24 | 12 | 10 | 73 | 50 | +23 |
|  | 2.   | Port Vale          | 80 | 46 | 22 | 14 | 10 | 65 | 46 | +17 |
|  | 3.   | Bradford City      | 78 | 46 | 22 | 12 | 12 | 64 | 45 | +19 |
|  | 4.   | Walsall            | 77 | 46 | 21 | 14 | 11 | 75 | 54 | +21 |
|  | 5.   | AFC Wimbledon      | 73 | 46 | 20 | 13 | 13 | 56 | 35 | +22 |
|  | 6.   | Notts County       | 72 | 46 | 20 | 12 | 14 | 68 | 49 | +19 |
|  | 7.   | Chesterfield       | 70 | 46 | 19 | 13 | 14 | 73 | 54 | +19 |
|  | 8.   | Salford City       | 69 | 46 | 18 | 15 | 13 | 64 | 54 | +10 |
|  | 9.   | Grimsby Town       | 68 | 46 | 20 | 8  | 18 | 61 | 67 | -6  |
|  | 10.  | Colchester Utd     | 67 | 46 | 16 | 19 | 11 | 52 | 47 | +5  |
|  | 11.  | Bromley            | 66 | 46 | 17 | 15 | 14 | 64 | 59 | +5  |
|  | 12.  | Swindon Town       | 62 | 46 | 15 | 18 | 13 | 71 | 63 | +8  |
|  | 13.  | Crewe Alexandra    | 62 | 46 | 15 | 17 | 14 | 49 | 48 | +1  |
|  | 14.  | Fleetwood Town     | 60 | 46 | 15 | 15 | 16 | 60 | 60 | +0  |
|  | 15.  | Cheltenham Town    | 60 | 46 | 16 | 12 | 18 | 60 | 70 | -10 |
|  | 16.  | Barrow             | 59 | 46 | 15 | 14 | 17 | 52 | 50 | +2  |
|  | 17.  | Gillingham         | 58 | 46 | 14 | 16 | 16 | 41 | 46 | -5  |
|  | 18.  | Harrogate Town     | 53 | 46 | 14 | 11 | 21 | 43 | 61 | -17 |
|  | 19.  | MK Dons            | 52 | 46 | 14 | 10 | 22 | 52 | 66 | -14 |
|  | 20.  | Tranmere           | 51 | 46 | 12 | 15 | 19 | 45 | 65 | -20 |
|  | 21.  | Accrington Stanley | 50 | 46 | 12 | 14 | 20 | 53 | 69 | -16 |
|  | 22.  | Newport County     | 49 | 46 | 13 | 10 | 23 | 52 | 76 | -24 |
|  | 23.  | Carlisle Utd       | 42 | 46 | 10 | 12 | 24 | 44 | 71 | -27 |
|  | 24.  | Morecambe          | 36 | 46 | 10 | 6  | 30 | 40 | 72 | -32 |

Legenda:
      Promosso in EFL League One 2025-2026.
  Ammesso ai play-off.
      Retrocesso in National League 2025-2026.
Regolamento:
Tre punti a vittoria, uno a pareggio, zero a sconfitta.
In caso di arrivo di due o più squadre a pari punti, la graduatoria verrà stilata secondo i seguenti criteri:
- differenza reti
- maggior numero di gol segnati
- classifica avulsa
- maggior numero di vittorie
- maggior numero di gol segnati in trasferta
- fair play
- spareggio

## Spareggi

### Play-off

#### Tabellone
|  | Semifinali | Semifinali    | Semifinali | Semifinali | Semifinali |  |  | Finale | Finale        | Finale |  |
|  |            |               |            |            |            |  |  |        |               |        |  |
|  | 4          | Walsall       | 2          | 2          | 4          |  |  |        |               |        |  |
|  | 7          | Chesterfield  | 0          | 1          | 1          |  |  | 4      | Walsall       | 0      |  |
|  | 5          | AFC Wimbledon | 1          | 1          | 2          |  |  | 5      | AFC Wimbledon | 1      |  |
|  | 6          | Notts County  | 0          | 0          | 0          |  |  |        |               |        |  |

#### Semifinali

##### Andata
| Arbitro: | Kirk |

|  |           |               |
|  | Marcatori | 59’ Harbottle |

| Arbitro: | Coy |

|  |           |                            |
|  | Marcatori | 28’ (rig.) Allen 39’ Chang |

##### Ritorno
| Arbitro: | Toner |

|                          |           |             |
| Lakin 81’ Amantchi 90+5’ | Marcatori | 90+4’ Dobra |

| Arbitro: | Smith |

|              |           |  |
| Neufville 8’ | Marcatori |  |

#### Finale
| Arbitro: | Finnie |

|                 |           |  |
| 45+2’ Hippolyte | Marcatori |  |

## Statistiche
Aggiornate al 3 dicembre 2024

### Squadre

#### Primati stagionali
- Maggior numero di vittorie:
- Minor numero di vittorie:
- Maggior numero di pareggi:
- Minor numero di pareggi:
- Maggior numero di sconfitte:
- Minor numero di sconfitte:
- Miglior attacco:
- Peggior attacco:
- Miglior difesa:
- Peggior difesa:
- Miglior differenza reti:
- Peggior differenza reti:

### Individuali

#### Classifica marcatori
Aggiornata al 3 maggio 2025
| Gol |  |  | Giocatore        | Squadra          |
| --- |  |  | ---------------- | ---------------- |
| 25  |  |  | Michael Cheek    | Bromley          |
| 19  |  |  | Alassana Jatta   | Notts County     |
| 17  |  |  | David McGoldrick | Notts County     |
| 17  |  |  | Matty Stevens    | AFC Wimbledon    |
| 16  |  |  | Luke Molyneux    | Doncaster Rovers |
| 15  |  |  | Nathan Lowe      | Walsall          |
| 15  |  |  | Harry Smith      | Swindon Town     |
| 15  |  |  | Cole Stockton    | Salford City     |
| 14  |  |  | Danny Rose       | Grimsby Town     |
| 14  |  |  | Lorent Tolaj     | Port Vale        |